# Muncelu de Sus, Iași
Muncelu de Sus este un sat în comuna Mogoșești-Siret din județul Iași, Moldova, România.
Satul Muncelul de Sus face parte din comuna Mogoșești-Siret din județul Iași, comună așezată aproximativ în centrul Moldovei, în partea de vest a județului Iași, între râurile Moldova și Siret, la o distanță de 16 km de mumicipiul Pașcani și 29 km de Roman. Pe lângă satul Muncelul de Sus, în comună mai sunt încă două așezări: Mogoșești - ce e centru de comună și Tudor Vladimirescu.

## Așezare geografică
Satul Muncelul de Sus e așezat la o distanță de 4 km de centrul comunal, la 8 km de râul Moldova și la 7 km de râul Siret. El este împărțit în trei sectoare: Valea, Deal și Vie. Ca mărime și vechime primul loc îl ocupă satul Muncelul de Sus, fiind urmat de Mogoșești-Siret, iar pe ultimul loc e satul Tudor Vladimirescu - sat nou ce a fost înființat la 1892 datorită împroprietăririi unor cetățeni, care pun bazele acestui sat.
Vecinii:
- la est se mărginește cu satul Tudor Vladimirescu;
- la vest satele Tupilați și Hanul Ancuței, ambele din județul Neamț;
- la nord satele Miroslovești, Stolniceni-Prăjescu și Ciohorăni;
- iar la sud satele Hălăucești, județul Iași și Nisiporești, județul Neamț.

Relieful comunei e unul colinar, ca formă și înfățișare având variații de la luncă (Lunca Siretului) până la podiș, partea cea mai înaltă se află în centrul satului Muncelul de Sus (320 m.). În partea de vest a comunei apare o terasă, cea a Moldovei, lucru ce face mai evident promontoriul dintre cele două ape (cea a Moldovei și a Siretului), ce nu e altceva decât capătul dealului ce vine de la Suceava și care se termină aici, fiind delimitat de cele două ape; iar pe acest loc e așezat satul Muncelul de Sus. De aici reiese că relieful satului e unul colinar, de deal.
Solul e brun-roșcat spre cernoziom degradat. Mai sunt prezente și soluri acide in diferite stadii, luto-argiloase - ușor degradate ce ocupă 37% din suprafața agricolă. Soluri acide prezente în partea de vest a satului Muncelul de Sus.

## Clima
Clima: temperat-continentală cu influențe din estul continentului. Temperaturile medii în lunile iulie-august sunt de 19,9 °C, iar în lunile ianuarie-februarie de -4,9 °C; temperatura medie anuală e de 8,3 °C.
Mișcările atmosferice: vânturile care bat pe teritoriul satului sunt: Crivățul ce bate din direcția NNE (vânt uscat ce spulberă zăpada). Vântul de SV e un vânt cald ce topește zăpezile, iar un alt vânt din direcția SE, numit si Băltărețul, ce bate numai primăvara.
Precipitațiile: au valoare medie anuală de 511mm.
Ape: Pârâul Draga, ce izvorăște din partea de nord a satului, din punctul numit Țărincuță, iar debitul îi crește de la budăile de pe Draga Mică și Draga Mare, precum și de la Șipot. Apoi se îndreaptă spre est ajungând în partea de sud a satului Tudor Vladimirescu și Mogoșești, de unde se varsă în Siret. Are o lungime de cca. 9 km.

## Vegetația și fauna
Vegetația: în aparență e o vegetație de silvo stepă, dar în realitate, vegetația naturală e una foarte variată de la cea mai joasă pâna la ultimul etaj (al stejarului, carpenului și fagului). Arbori prezenți ca: fag (ce ocupă cea mai mare parte), carpen, stejar, cireș și puțin de tot plop. Sunt plantații (liziere) de salcâm și molid. În vechime, ținutul satului era acoperit de păduri dar acum nu a mai rămas decât două din acea întinsă pădure ce continua până în zona Sucevei. Pădurile care au rămas, două la număr, sunt: Călugăra și Baluș. A mai existat o pădure – Făgăt dar care, după revoluție a fost taiată pentru că era în mijlocul câmpului. Această pădure era a oamenilor și se sfla în partea de sud-est a satului. Mai întălnim și arbuști ca: măcieșul, cătina, socul, ș.a.
Plante specifice zonei: Principala ocupație a locuitorilor din satul Muncelul de Sus o reprezintă agricultura (cultura cerealelor și a plantelot tehnice). Se cultivă cereale ca: grâul, orzul, ovăzul și porumbul; iar plante tehnice: sfecla de zahăr, floarea-soarelui și cartoful.
Pădurea Călugăra - situată în partea de nord a satului, iar numele ei vine de la schitul de călugări greci, ea aparținînd mănăstirilor grecești. În această pădure cea mai mare parte o ocupă arborii înalți (ca fagul, urmat de carpen, stejar, cireș și plop). În urma secularizării averilor mănăstirești de la 1863, pădurea e luată de stat, aparținând Ocolului Silvic-Pașcani. 
În 1950 au fost aduși militari pentru deschiderea șantierului militar, pentru a se construi Unitatea Militară. În centrul acestei păduri se află Tabăra de Copii-Poiana Cerbului, iar începînd cu 1984 s-a deschis a doua tabără, ea fiind în partea de sud a pădurii, Tabăra Făget.
Pădurea Baluș - moșie ce a fost stăpânită de o serie de boieri, iar numele ei e păstrat de la unul dintre aceștia - Baluș. Ea e situată în partea de sud-est a satului și e mai mică decât cealaltă. Ea a fost cumpărată de cetățenii satelor Mogoșești, Hălăucești, Luncași și Muncelu de Sus. Predomină fagul, stejarul și salcâmul. În ambele păduri gasim animale ca: țapul, capra (căpriorul), veverița, șoarecul de pădure, viezurele, vulpea, ariciul, etc.			
Păsări: uliul, gaița, graurul, mierla, sturzul, cucul, pupăza și alte specii de păsări mici. 

## Date cu privire la vechimea satului
Din documente reise că la 8 septembrie 1442 acest sat exista; Suret de la Iliaș Vodă și Ștefan Vodă: "Facem înștiințare prin sluga și boiarul nostru dunmealui Bode Mîrje carele slujind mai înainte de răposatul părintele domniei mele (Alexandru cel Bun), iar astăzi slujește și nouă pentru care văzînd noi a lui dreaptă și credincioasă slujbă, miluitu-l-am pre dînsul în pământul Moldovei pre a lui dreaptă ocină satul anume Balomirești (azi dispărut) cu amîndoua cuturile (cătunele) la Muncel între Siret și Moldova, la ținutul Sucevei..."
Tot din documente reiese că satul Muncelul de Sus a devenit comună în anul 1471. În această perioadă satul era împărțit în două părți:
1. Partea de est în care locuitorii au fost ridicați de Ștefan cel Mare la rangul de răzeși cu obligația de a "da sfoară-n țară" (aprinderea unui foc mare din patru care cu nuiele uscate pe dealul Muncelului), aici făcându-se cel de-al treilea foc. Primul era la intrarea dușmanilor în țară, al doilea la Dealu Mare, Vaslui; se continuă cu al treilea foc de pe dealul de la Muncel, care se vedea până pe Dealul Mare – Dolhasca și Dealul Oglinzilor de lângă Cetatea Neamțului; așa că într-o noapte Vodă știa de primejdie.
2. Partea de vest locuită de clăcași, ce lucrau pe moșia boierească.

În afară de documente, mai sunt și alte urme care atestă vechimea acestui sat cum ar fi: materialul arheologic descoperit pe teritoriul satului (topoare, pumnale, răzuitori, ceramică și alte obiecte și arme din silex: vârfuri de săgeți sau suliță), lucru ce atestă vechimea mult mai mare a acestiu sat, ajungându-se până în paleoliticul inferior și se observă o continuitate cu toate fazele de evoluție ale omului pâna în zilele noastre. Această teorie stă în picioare datorită descoperirilor ce s-au făcut cu timpul. De exemplu: descoperirea vârfurilor de săgeți și sulițe din fier și respectiv descoperirile făcute între anii 1962-1976 a patru tezaure monetare de factură romană. Ceramica găsită pe teritoriul satului Muncelul de Sus e de tip Cucuteni, iar prin zona șoselei principale s-a găsit o figurină din ceramică reprezentând o bovină. S-a mai descoperit și un brăzdar de fier. După urmele pe care aceștia le-au lăsat reiese că principala ocupație era agricultura, respectiv, creșterea animalelor și că aici ar fi existat o activitate intensă. 
În satul Muncelul de Sus există trei biserici: 
1. Biserica Ortodoxă pe stil nou, construcție impunătoare din cărămidă, în formă de cruce, ce a fost construită în perioada 1916-1920, de către cetățenii din sat, ajutați și de familia moșierului Ernest Eric. Până a se construi această biserică slujbele se oficiau în bisericuța de lemn ce se află și în acest moment în curtea bisericii. Această biserică a fost adusă de pe vechea vatră a satului, din locul numit Groapă. Pe crucile vechii biserici se află semiluna ce arată că această biserică exista din vremea ocupației turcești. Pisania vechi bisericii zice: “Ceastă Sfântă Biserică din lemn avînd hramul Sfinților Arhanghili Mihail și Gavril a fost clădită în anul 1803, așa cum arată inscripția de pe clopotul mic din clopotniță. Ea a fost așezată mai întâi la locul numit Via Veche - Broșteanca de unde a fost mutată în locul de astăzi …” La 1856 prin îngrijirea preotului Gheorghe Popovici, biserica a fost reînnoită lucrându-se la catapeteasmă în casa lui Filip Todirașcu din Muncel. În 1903, prin contribuția enoriașilor a fost adus și clopotul mijlociu de la Vaslui. Odată cu construirea bisericii noi acest sfânt lăcaș a fost închis. Se spune că această biserică a fost cumpărată de la sașii de peste munte, de către cetățenii din Muncel. Revenind la biserica nouă ea are formă de cruce cu altar, naos, pronaos și pridvor, iar pictura este în stil bizantin. La început are hramul Nașterii Maicii Domnului de la sfințirea din 1924, iar în urma sfințirii din 1988 i se dă hramul Sfintei Parascheva. În curtea bisericii se află cimitirul, unde sunt înmormântați toți creștinii, iar în partea de sud-vest a cimitirului se află cimitirul evangheliștilor. În acest cimitir se mai află și mormintele eroilor căzuți în cel de-al II-lea Război Mondial, aduși de pe linia frontului, la fel și monumentul ridicat în cinstea lor.
2. Biserica Ortodoxă de stil vechi, construită după revoluția de la 1989, între anii 1990-1991 din plăci de BCA, cu ajutorul cetățenilor. Construită în formă de cruce cu altar, naos, pronaos și pridvor cu hramul Nașterea Maicii Domnului
3. Biserica Catolică construită între anii 1928-1929, tip navă, peste care s-a construit una nouă între anii 1997-1998, pentru că cea veche era neîncăpătoare. Această biserică e dependentă de biserica de la Mogoșești.
4. Casa de Adunări ale evangheliștilor construită între anii 1987-1988.

Cele două păduri formează un micro-climat propice satului. Datorită lor, vara se păstrează o umiditate și răcoare în aer și la nivelul solului. Iarna aceste păduri țin dos satului în fața viscolului din nord, fiindcă cea mai mare pădure e situată in partea de nord a satului și se întinde pe aproximativ întreaga lungime a satului. Astfel satul e protejat de uscatul vânt nordic. Primăvara, aceste păduri duc la o topire treptată a zăpezilor ce face ca terenurile să-si stocheze cu ușurință cantitatea necesară de apă.
În Muncelul de Sus nu sunt țigani cum sunt în satele vecine, iar acest lucru i se datorează boierului. El a adus străini pentru lucrarea pământului, în special ruși, lucru ce e confirmat de pergamentul lui Dimitrie Sturdza aflat la Arhivele Statului din București. Astfel, în satul Muncelul de Sus, după naționalitate toți locuitorii sunt români. 		
În sat este o grădiniță, o școală de opt clase și un dispensar ce a avut o maternitate, iar în partea de vest o baie comunală. Din toate satele din comună cea mai vece școală e cea de la Muncel, construită în 1865. Această școală e una cu tradiție pentru că aici se dădea examenul de absolvire a șapte clase, adunându-se elevii din toate satele din împrejurimi (de la Mogoșești, Hălăucești, Nisiporești, Tupilați).

## Obiective culturale
- biblioteci: în sat sunt două biblioteci (cea a școlii, iar cealaltă se află în incinta căminului cultural);
- căminul cultural, situat în centrul satului, are cinci săli dintre care cea mai mare este cea de spectacole, clădirea fiind o donație a boierului Ernest Ene.

## Atracții turistice
Cele două tabere care oferă și locuri de cazare, biserica veche și Hanul Ancuței - situat la 5 Km de satul Muncelu de Sus, la granița cu judetul Neamț. Hanul Ancuței, locul de întâlnire al atâtor eroi sadovenieni, nu s-a aflat de la început în afara satului Tupilați, așa cum este astăzi. Unul dintre eroii istorisirilor lui Mihail Sadoveanu povestește: "Acel han, nu departe de locul unde a fost un sat Negoiești, ce se cheamă acum Hanul-Ancuței, iar oamenii care se duc la Târgul Ieșilor ori la Roman fac acolo popas mare". Astăzi, Hanul Ancuței a redevenit locul de popas și odihnă de odinioară, păstrând câte ceva din atmosfera unui trecut care îndeamna la taclale și zăbavă, ca pe vremea comisului Ioniță. Mihail Sadoveanu scria despre han: "Trebuie să știți dumneavoastră că hanul acela al Ancuței nu era han, ci era cetate!. Avea niște ziduri groase de ici până colo și niște porți ferecate cum n-am văzut în zilele mele. În cuprinsul lui se puteau oploși oameni, vite și căruțe și nici habar n-aveau dinspre partea hoților..."
În această zonă există o serie de obiceiuri, dar care astăzi le auzim doar de la bătrâni. Tinerii au uitat de ele și nici nu mai țin cont, văzându-se ușor, ușor o dispariție a lor. Dintre toate acestea, ar fi de menționat câteva, cum ar fi:
- obiceiul ca de Sânziene, fetele își fac coroniță din aceste flori de cu ziuă, iar seara această coroniță este pusă pe casă; a doua zi când se trezesc, se duc, iau coronița și se uită ce fel de păr li s-au prins de coroniță, pentru că dacă s-a prins un fir de păr de cal au noroc la cal, dacă e de vacă norocu-i la vacă și tot așa;
- pentru a-și afla ursitul fetele, în seara de Anul Nou, manâncă o turtă foarte sărată, sau mai este un obicei acela de a se uita în oglindă, sau legată la ochi se duce la un par, ori dă cu toporul în el;
- pentru a afla dacă noul an e ploios sau secetos e un obicei al cepei și sării;

Mai sunt și o serie de semne dupa care oamenii se ghidează. De exemplu iși dau seama că va ploua după forfota furnicilor sau a direcției fumului, a zborului rândunelelor, a cântatului cucului în sat și nu în ultimul rând a direcției din care bate vântul. Un alt semn ce arată dacă anul e bun sau rău e cel de unde fulgeră și tună prima dată (apus sau răsărit). Se spune că apa din Muncel e așa de bună încât cine vine în sat și bea nu mai pleacă, iar dacă pleacă nu după mult timp se întoarce în sat și se face muncelean.